# Modernidade
Modernidade, um tópico de Ciências sociais e humanidades, é um período histórico e o conjunto de normas, atitudes e práticas socioculturais específicas que surgiram na sequência do Renascimento — no pensamento da Era da Razão do século XVII e do Iluminismo do século XVIII. Alguns comentaristas consideram que a era da modernidade terminou em 1930, com a Segunda Guerra Mundial em 1945, ou nas décadas de 1980 ou 1990; a era seguinte é chamada pós-modernidade. O termo "história contemporânea" também é usado para se referir ao período pós-1945, sem atribuí-lo à era moderna ou pós-moderna.

## Emergência da modernidade
O historiador alemão Reinhart Koselleck compreende a emergência de uma nova concepção de História, no século XVIII, como o principal acontecimento que instaura a modernidade. Nesse cenário, os pensadores iluministas ganham um importante papel, na medida em que propagam uma filosofia do progresso centrada na ideia, cuja origem remonta à Descartes, de sujeito dotado de consciência e razão. A consequência disso foi a valorização da racionalidade como  principal elemento para o conhecimento de mundo e o domínio da natureza.

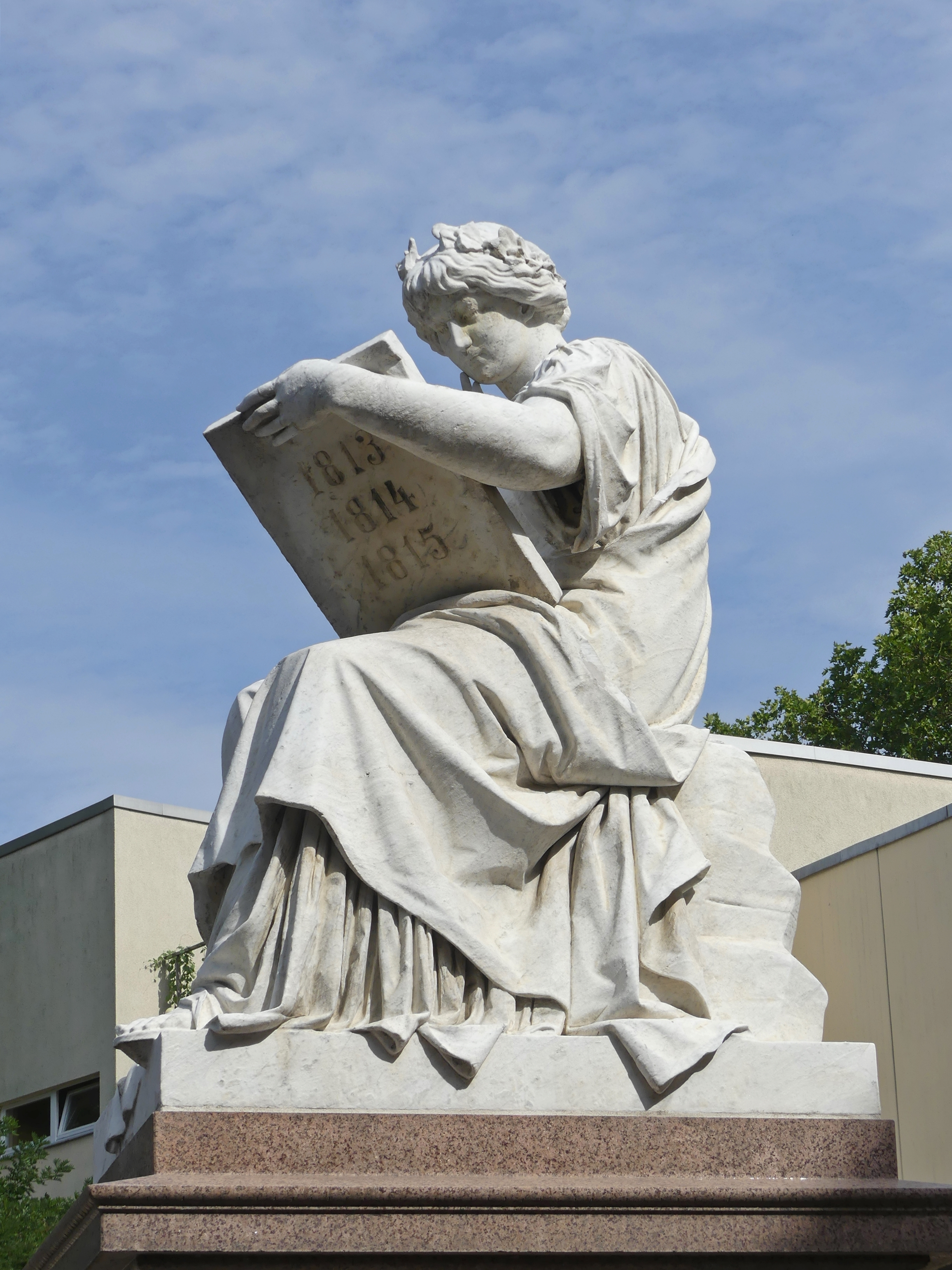
Clio, a musa da História. Muitas vezes representada como aquela que conduz os movimentos históricos.

Koselleck tenta compreender o Iluminismo de acordo com seu contexto histórico, debruçando-se nas transformações estruturais da sociedade alemã que alteraram os conceitos políticos e sociais que faziam parte da organização da experiência do mundo ocidental. Um conceito que se destaca nesse contexto é o de História, que reunia três sentidos: a situação objetiva, a representação dela e a ciência a respeito. Esse deslocamento lexical ajuda a enfraquecer o antigo topos (historia magistra vitae), caracterizado pela ideia dos acontecimentos históricos como aprendizado exemplar, e a focar na singularidade e no movimento de cada elemento e acontecimento histórico. Assim, uma experiência de aceleração do tempo e o foco de visão dos indivíduos no futuro, em detrimento do passado, são latentes. É interessante notar a percepção de uma História onipresente e onisciente. Johann Gustav Droysen já dizia que "acima das histórias está a História".

## A modernidade e o historiador
A tendência à racionalização comentada acima está relacionada à modernização do pensamento histórico. Um primeiro passo para isso foi dado pelo movimento iluminista, o qual foi fundamental para a reflexão relacionada ao tempo e ao modo de pensar a História, uma vez que suscitou a necessidade de reconstruir os acontecimentos históricos "como as coisas se deram", fato que ajudará, de forma crucial, numa mudança de perspectiva nos trabalhos do historiador. O historicismo, no século XIX, garante a necessidade de sistematizar, classificar e categorizar os diversos fatores que abarcam o saber histórico. Isso resulta na institucionalização da ciência histórica como disciplina acadêmica. Nesse momento, a história como disciplina cria suas próprias regras e métodos. O ofício do historiador não é mais baseado em intelectuais com variadas formações acadêmicas, visto que passa a ter qualificações específicas. Diversas obras ajudaram nessa questão, como a Historik (1858) de Droysen, a Revue historique (fundada em 1876) de Gabriel Monod (1844- 1912) e a Introduction aux études historiques (1898) de Charles-Victori Langlois (1863-1929) e Charles Seignobos (1854-1942).

## A História, os historiadores e o Estado-nação
Outra figura conhecida do historicismo é o historiador Leopold Von Ranke (1795-1886). A visão rankeana sobre a história aparece na versão "essencialmente política, centrada no Estado-nação, factualista e interessada apenas nos 'grandes homens'". O princípio de individualidade formulado por Ranke torna-se parte essencial do historicismo, que pode ser entendido como uma "orientação do pensamento histórico pelo seu próprio valor, pela individualidade das formas passadas de cultura da socialização humana e da evolução desta". Característica que demonstra o atrelamento desse movimento histórico com o Iluminismo, uma vez que não nega a concepção de progresso, "mas inclui um movimento análogo da modificação temporal das formas particulares de cultura da vida passada".
Nota-se uma concepção de movimento único da humanidade, que é constituído pelas diversas formas de expressões culturais que a abarca. Daí já é possível detectar uma pretensão pedagógica do historicismo, isto é, o de instruir os povos para o futuro, a qual assinala o papel político dos historiadores. Esse fato foi fundamental para a construção do Estado nacional de vários países europeus. Um exemplo disso é o quadro de Alexandre Veron-Bellecourt chamado "Alegoria à glória de Napoleão I. Clio mostra às nações os fatos memoráveis de seu reinado". No quadro, aparece Clio (representando a História) apontando para o busto de Napoleão e mostrando seus feitos às pessoas. Napoleão e, consequentemente, o império francês, seria aquele que move as engrenagens da História rumo ao progresso. 

## Regime moderno de historicidade, historiadores e literatos
François Hartog, em seu livro Regimes de historicidade, promove um instrumento heurístico capaz de tornar inteligíveis as experiências do tempo. Compreende-se como "experiências do tempo" o modo com que as pessoas articulam o passado, o presente e o futuro. Quando Hartog estabelece uma ordem dominante do tempo para a modernidade, baseando-se nos estudos de Koselleck, nasce a categoria "regime moderno de historicidade", cujas principais características são a experiência de aceleração do tempo e as perspectivas humanas voltadas para o futuro.
Hartog, em outro livro, chamado Crer em História, argumenta que os romancistas se concentraram "nas fissuras do regime moderno, em captar seus fracassos e apreender a heterogeneidade das temporalidades em curso, para daí extrair um dispositivo dramático e a ocasião de um questionamento da ordem do mundo".  Os historiadores estariam mais próximos do regime moderno com suas perspectivas e esforços voltadas para o futuro. Os romancistas  iam por outros caminhos. Liev Tolstói (1828-1910), Honoré Balzac (1799-1850) e Robert Musil (1880-1942) são bons exemplos desse fato, os quais recaíram nos diversos atributos da História moderna e, ao mesmo tempo, seguiam uma tendência de negar a unidade e o único sentido movimento histórico e admitir o caráter múltiplo dos acontecimentos e perspectivas históricas. Nisso, aparecem algumas especificidades dos literatos dessa época: 1) o desejo de descrever a História de todos os indivíduos e fatores da vida social e 2) o caráter errante do movimento histórico, destituído de direção. Balzac aparecia com uma necessidade de ser um "narrador dos dramas da vida íntima". Musil dizia que "a trajetória da História não é a de uma bola de bilhar que, uma vez lançada, percorre um caminho definido; ela se parece mais com o movimento das nuvens, com o trajeto de um homem errando pelas ruas". Tolstói considerava a História como um mar, infinito e indomável: "O turbulento mar histórico da Europa havia retrocedido às suas margens. Parecia ter sossegado; mas as forças misteriosas que movem a humanidade [...] continuavam a agir".
O interessante é perceber que história (dos historiadores) e literatura andavam lado a lado desde o começo do século XIX. Ambas bebiam da mesma fonte, que é a História (com "H" maiúsculo) com seus infinitos elementos. Não é à toa que Hartog comenta: "A crença em história e a crença em literatura cresceram juntas. A história moderna e a literatura moderna, sob a forma do romance, triunfam juntas".  Entretanto, com o decorrer do tempo e a profissionalização do historiador, parece que a história e a literatura se afastam. 

## Crise do regime moderno de historicidade, presentismo e memória
François Hartog acredita que a crise do regime moderno de historicidade está relacionada ao enfraquecimento da concepção moderna de História e ao aumento da valorização da memória. Essa concepção moderna de História operou, mesmo com contestações, até os meados da década de 1970, até que sua capacidade de orientar os seres humanos entrou em forte contestação.  A experiência moderna de aceleração do tempo permaneceu, mas a perspectiva sobre o futuro mudou. De uma visão otimista, da humanidade em direção ao progresso, passa-se para uma visão pessimista do futuro, visto como imprevisível e, sobretudo, catastrófico. Isso se deve por vários motivos, duas guerra mundiais, crises climáticas e governos autoritários ajudaram a enfraquecer a operação da História moderna. 
É nesse contexto que Hartog evidencia uma nova relação com o tempo. O regime moderno de historicidade abre espaço para um regime de historicidade "presentista", no qual o presente se sobrepõe sobre as categorias do passado e do futuro. Nota-se uma temporalidade específica - própria das vítimas, isto é, pessoas que passaram por traumas - caracterizada por um "presente fixo ou um presente que não passa". Se, antes, a História era um conceito fundamental para as sociedades ocidentais, agora, a memória passa para o primeiro plano. Como ressalta Hartog, a emergência da memória é a expressão e, ao mesmo tempo, uma resposta a tempos de crise.

## Modernidade e pós-modernidade
A modernidade transita, em seu fechamento e esgotamento, para a pós-modernidade. Muitos teóricos trataram dessa transição e tentaram sondar para ver além dos limites da transição para tentar captar que outro mundo estava surgindo. A pós-modernidade como um outro mundo relativamente à modernidade também é um tema filosófico da mais alta importância. Pós-modernidade carece de definição, nos parece, em si mesma, só fazendo sentido se, em conexão com a modernidade, ou sua extensão, ou sua ruptura.
O termo era desconhecido para Nietzsche, porém, uma vez que a pós-modernidade se forma em oposição à modernidade, pode-se dizer que foi  Nietzsche, em termos abrangentes, quem iniciou o movimento de fustigação dos ideais modernos. Com ele começa a era da paixão moderna. Os seus defensores ou os seus detratores, via de regra, se posicionavam frente à aceitação ou à recusa da modernidade. Porém, Nietzsche já não estava presente quando efetivamente começam as mais profundas transformações de época, da cultura aos artefatos tecnológicos, da política à guerra e ao terrorismo, da arte clássica à antiarte ou a arte pela arte, do local ao global, da objetividade ao ficcional e ao virtual, do bioquímico ao tecido genético.

## A modernidade como movimento estético
Na primeira metade do século XX, vários movimentos de vanguarda na arte e na cultura ocidental constituem o que se costuma chamar modernismo.
Da mesma forma, nos anos 1960-1970, o movimento estético que ostensivamente passou a negar os preceitos do modernismo, sobretudo na arquitetura, foram chamados pós-modernos.

## Esgotamento da modernidade
Para Bauman (1999 e 2004), o que mudou foi a "modernidade sólida", que cessa de existir, e, em seu lugar, surge a "modernidade líquida". A primeira seria justamente a que tem início com as transformações clássicas e o advento de um conjunto estável de valores e modos de vida cultural e político. Na modernidade líquida, tudo é volátil, as relações humanas não são mais tangíveis e a vida em conjunto, familiar, de casais, de grupos de amigos, de afinidades políticas e assim por diante, perde consistência e estabilidade. Essa reflexão de Bauman já está de algum modo presente em Marx quando, conforme observa Berman (1982), ele aponta para a ação do éter das revoluções modernas que desmancha tudo o que é sólido. A diferença é que Bauman já trabalha no campo minado da pós-modernidade que dificilmente permite que se façam planos para modos estáveis de sociedades futuras.
Para Norbert Elias, o nazi-fascismo é o próprio paradigma da modernidade, consequência do esgotamento deste modelo associado ao triunfo de forças ideológicas pré-capitalistas.
Marx ainda acreditava que o comunismo fosse o congelamento de um modo de vida social integrado e harmônico. Mas, como pergunta Bauman, por que razão o comunismo não seria corroído pelo éter do suspiro modernista?
Para o sociólogo brasileiro Gilberto Freyre, não há, a rigor, modernidade que não seja alimentada e oxigenada pela tradição. Sem tradição, sem a raiz e o regional, a modernidade não é nada [carece de fontes]. 
O historiador indiano Dipesh Chakrabarty aponta que a narrativa histórica da modernidade é eurocentrada, projetando a experiência europeia como modelo e/ou ponto de partida para as demais narrativas da modernidade. Segundo essa visão, as demais regiões do mundo ou receberão posteriormente aquilo que apareceu primeiro na Europa, ou reproduzirão, em suas histórias particulares, os estados pelos quais passou a Europa. Essa é uma das críticas centrais dos estudos subalternos, movimento intelectual do qual o autor faz parte.

## Projeto de emancipação e modernidade
O projeto de modernidade teve um enorme aprofundamento através dos estudiosos da chamada Escola de Frankfurt. Pensadores como Adorno e Horkheimer, integrantes da primeira geração frankfurtiana, construíram teorias que traziam uma concepção de esgotamento, além da perspectiva de uma Dialética Negativa, abordada em livro homônimo por Adorno, no qual ele questiona um sistema onde o direito à vida é negado ao homem. Essa linha de pensamento, formulada entre o final do século XIX e as primeiras décadas do século XX, foi fomentada por uma série de acontecimentos históricos, como a Primeira Guerra Mundial, que basilaram a ruptura do projeto moderno e estimularam análises sobre o que poderia substituí-lo. Entretanto, Jürgen Habermas, membro da Escola de Frankfurt e teórico da segunda geração, contesta essa visão pessimista e concebe uma teoria que busca conservar um projeto de emancipação dentro da modernidade.
Ele busca identificar equívocos e apontar críticas com relação ao conceito de razão, postulado e orientado pelos pensadores iluministas. Segundo a sua linha de pensamento, a Razão estaria sendo interpretada de uma forma incompleta, partindo de um único princípio, denominado de razão instrumental. Esse conceito, entendido por Habermas como a razão típica do mundo sistêmico, rege duas das principais esferas de valor: sistema capitalista e Estado Moderno, contribuindo para que haja uma determinada perda de sentido e de liberdade na sociedade e, consequentemente, o esgotamento das fontes emancipatórias.
Buscando uma tentativa de reerguimento do projeto moderno, Habermas institui dois conceitos que buscam oferecer uma contrapartida à razão instrumental e impeça a colonização do mundo vivido. O mundo da vida e a razão comunicativa possibilitam a comunicação entre os indivíduos que compõem as esferas de valor, criando elos de mediação que permitem o compartilhamento de conhecimentos especializados e a troca simbólica. A partir dessa vertente, práticas e agentes mediadores como os críticos de arte, a docência e o sistema jurídico, dialogam com as esferas regidas pelo mundo sistêmico. Isso levaria ao fortalecimento das fontes de emancipação da modernidade.
Para que isso ocorra, a concepção de modernidade defendida por Habermas pressupõe uma determinada concepção de democracia, precisamente a democracia deliberativa, a qual estimula a influência discursiva da participação da sociedade civil na tomada de decisões políticas.